# Generalni stanovi
Generalni stanovi ali tudi splošni stanovi (francosko États généraux) je bila v Franciji starega režima zakonodajna skupščina vseh stanov kraljestva.